# Muzeum Figur Woskowych Madame Tussaud w Londynie
Muzeum Figur Woskowych (ang. Madame Tussauds) – muzeum figur woskowych znanych ludzi z rozmaitych dziedzin życia, założone w 1835 przez Marie Tussaud (1761-1850) w Londynie.

## Historia

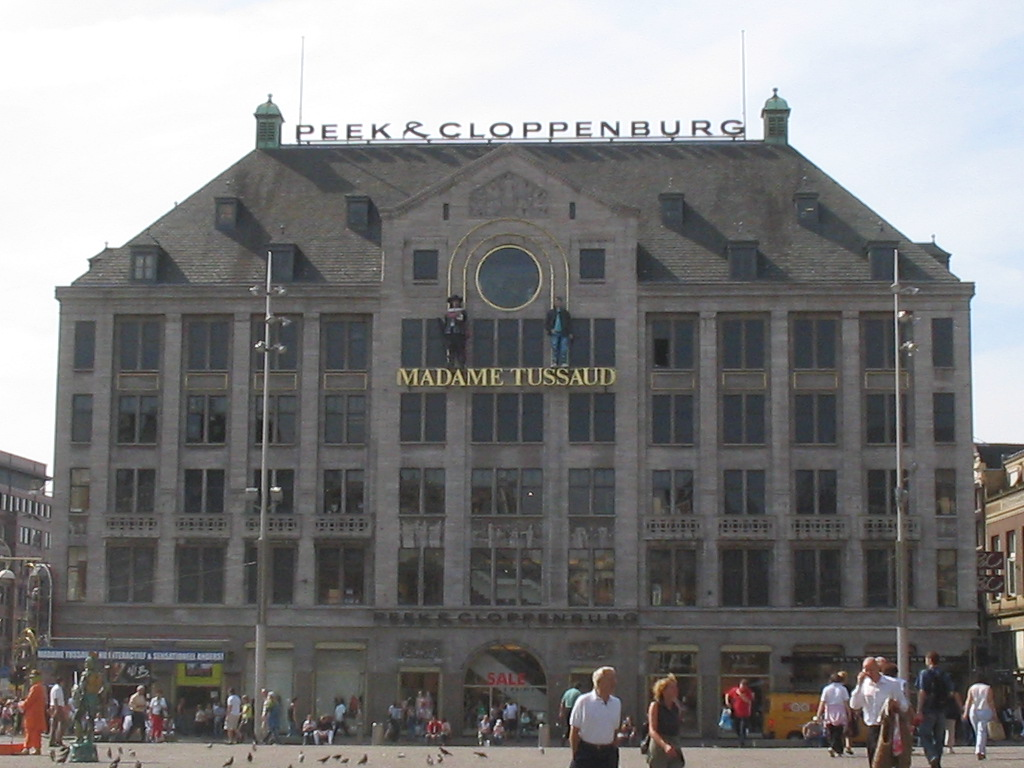
Madame Tussauds filia w Amsterdamie

Madame Tussauds filia w Hollywood

Marie Tussaud (właśc. Marie Grosholtz) przybyła w 1835 do Londynu z woskowymi odlewami głów zgilotynowanych w czasie rewolucji francuskiej arystokratów m.in. Marii Luizy, księżniczki de Lamballe (ostatni wykonała 8 lat przed śmiercią), które to stały się zalążkiem olbrzymiej kolekcji figur woskowych (obecnie Madame Tussauds prezentuje naturalnej wielkości figury gwiazd filmu, muzyki, sportu i założyła pierwszą wystawę przy Baker Street, przeniesioną w 1884 przez jej wnuka do obecnej siedziby na Marylebone Road).

## Filie
- Europa - Amsterdam, Berlin, Blackpool, Wiedeń
- Ameryka - Hollywood, Las Vegas, Nowy Jork, Waszyngton
- Australia - Sydney
- Azja - Bangkok, Pusan, Hongkong, Tokio, Szanghaj

## Galeria

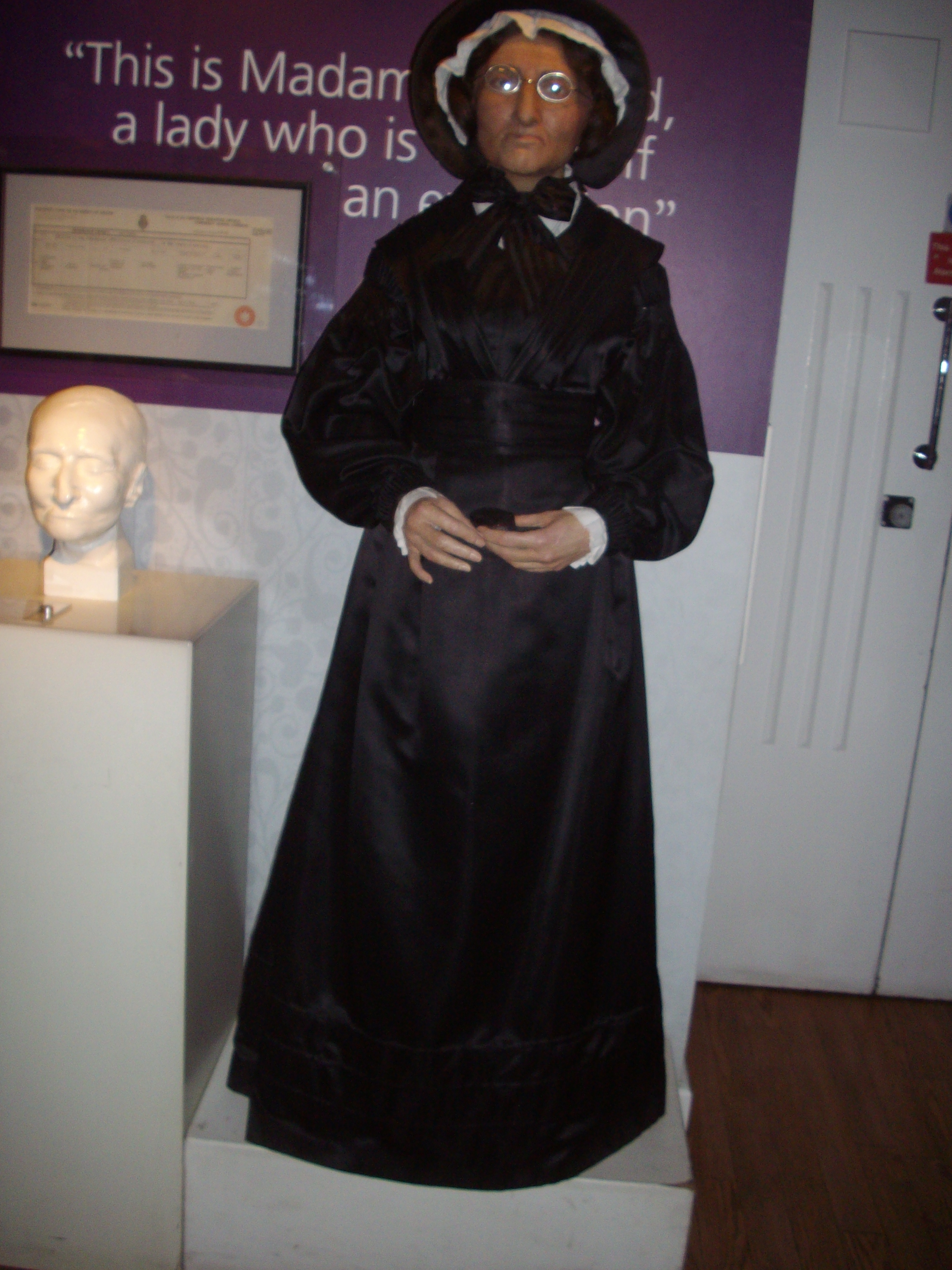
Marie Tussaud
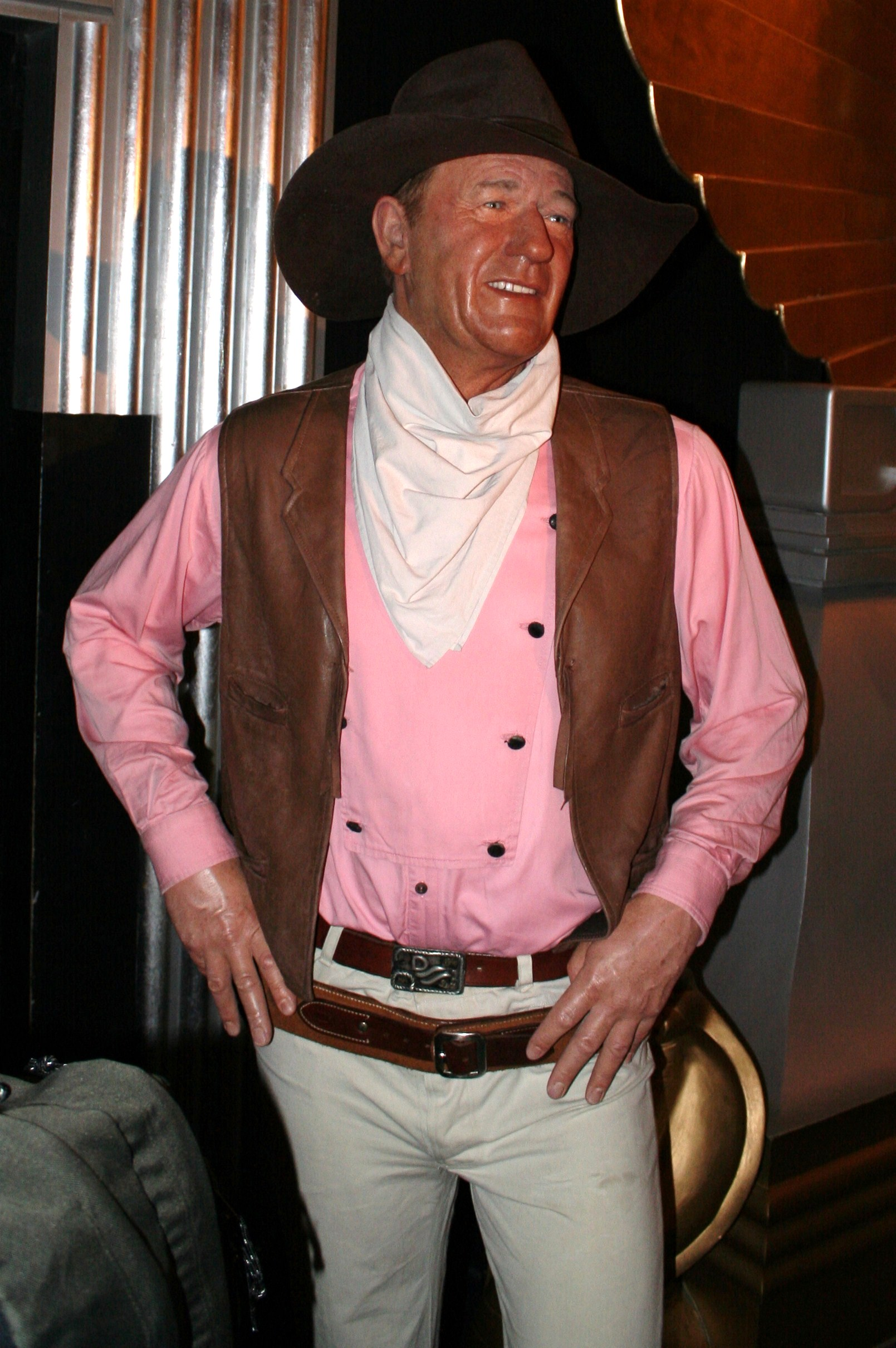
John Wayne
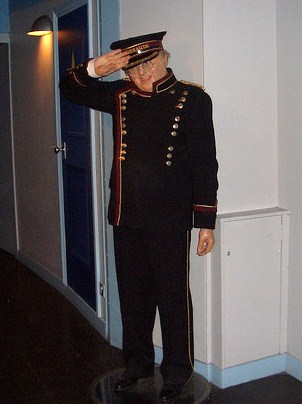
Benny Hill
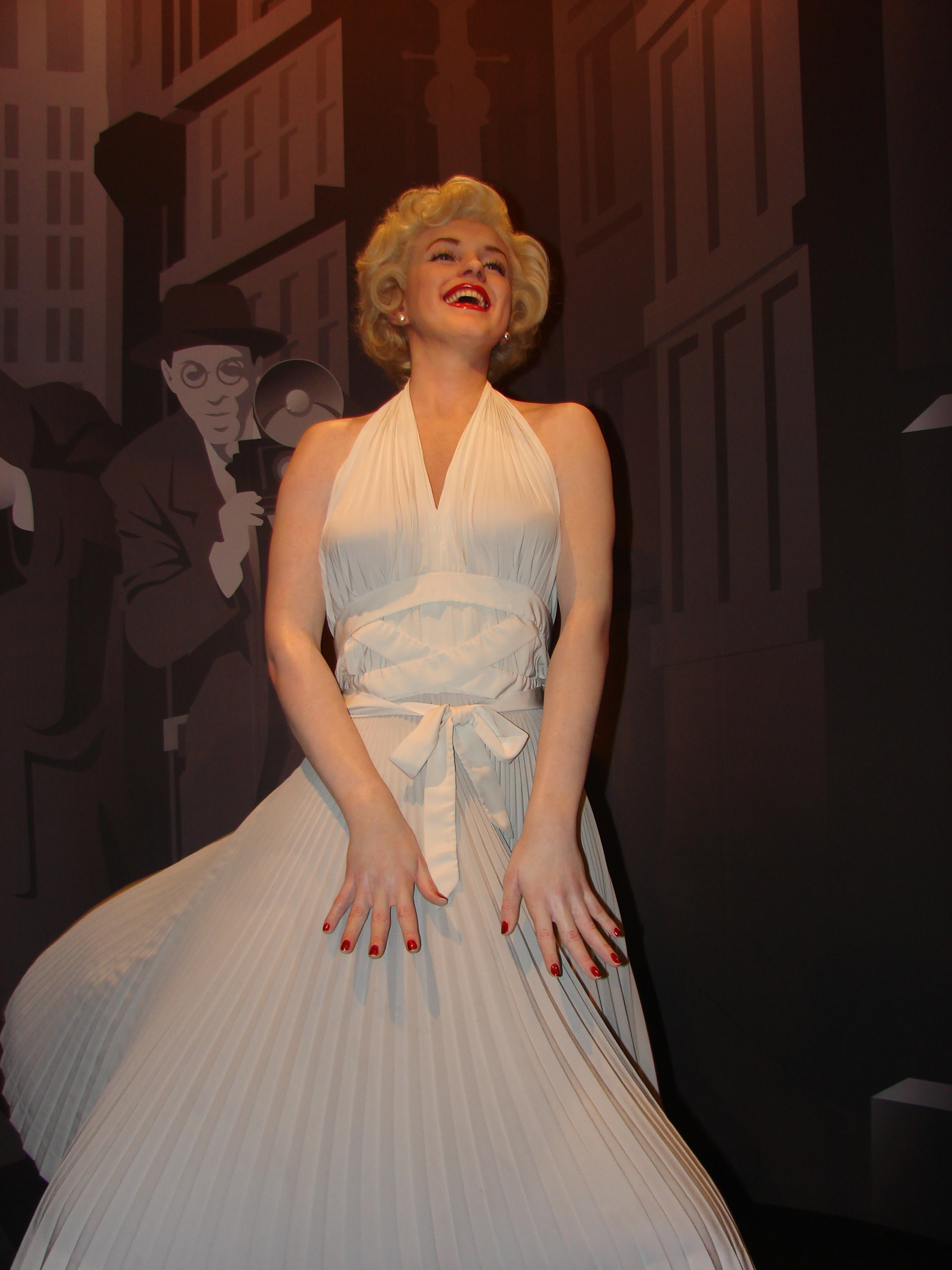
Marilyn Monroe
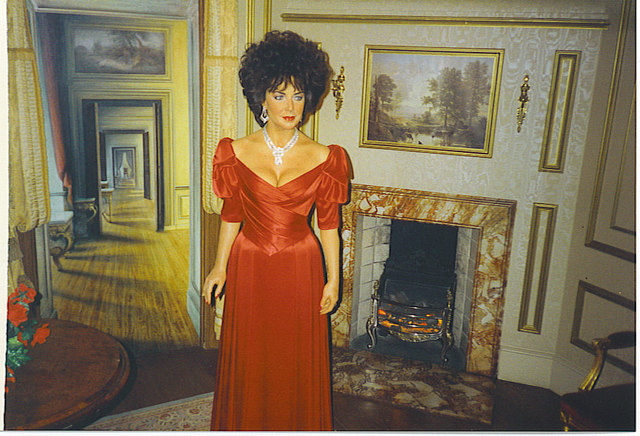
Elizabeth Taylor
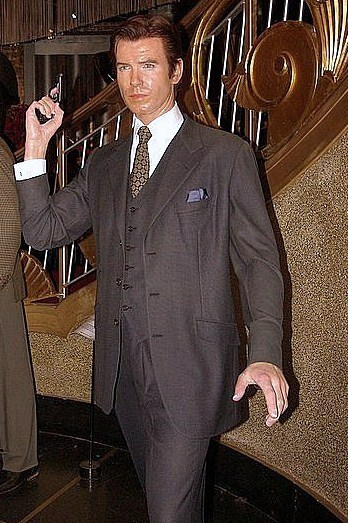
Pierce Brosnan
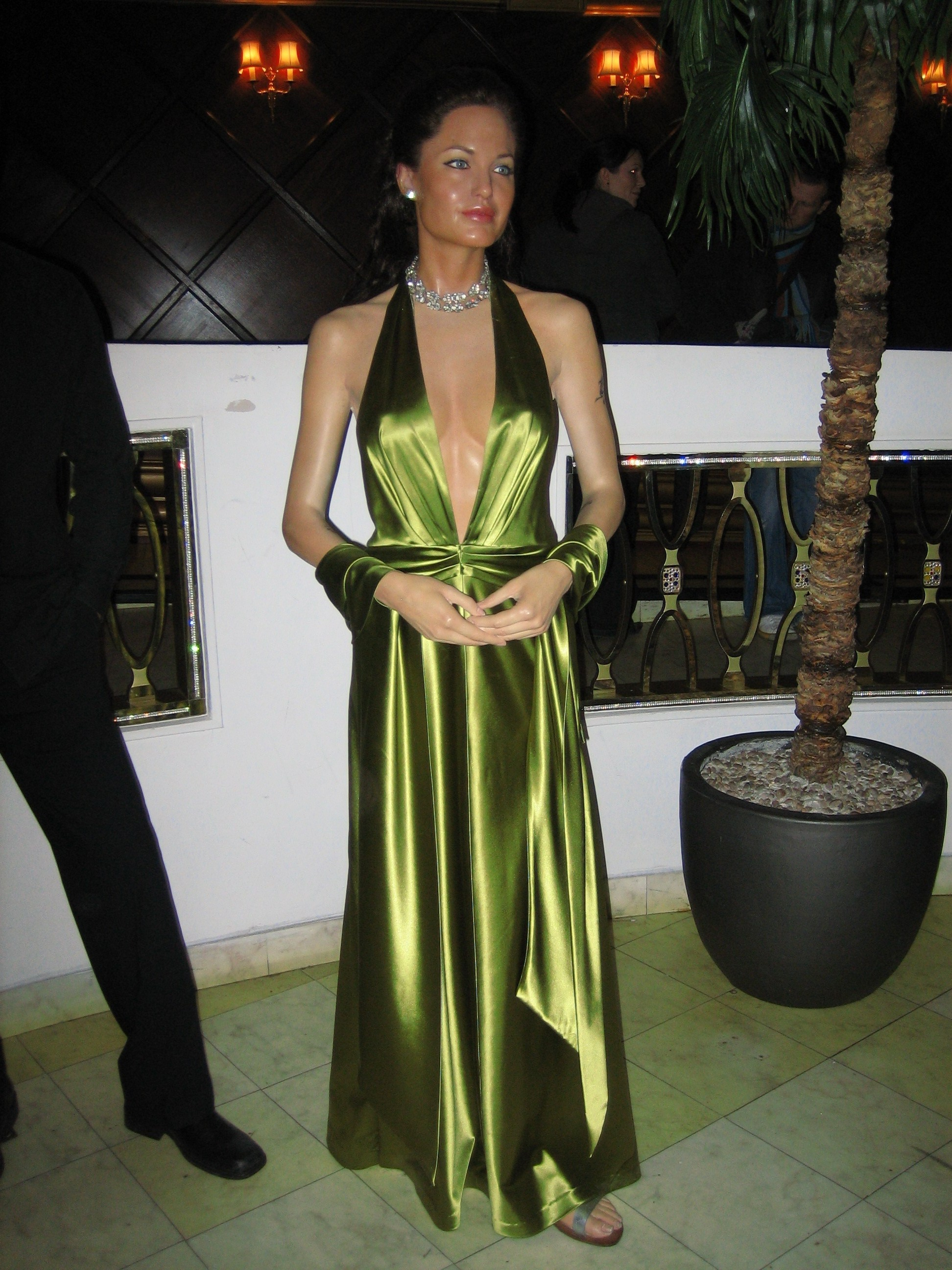
Angelina Jolie
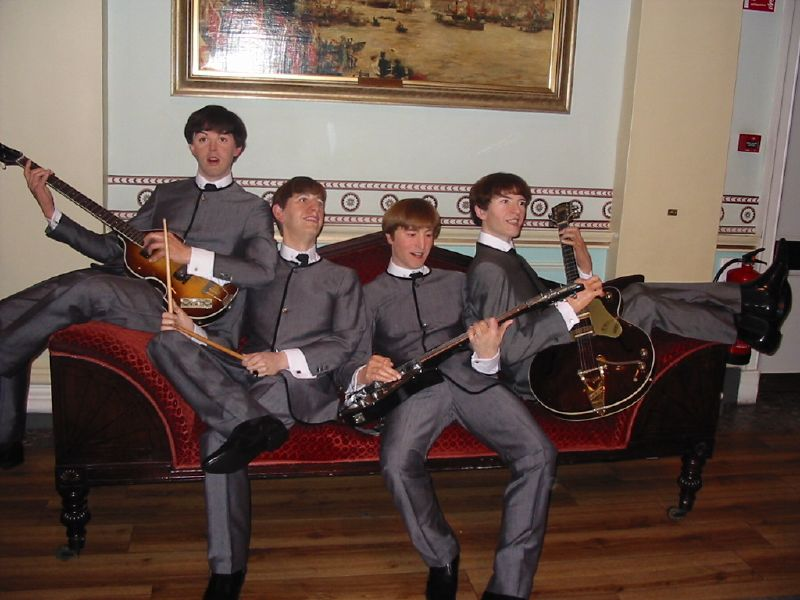
The Beatles
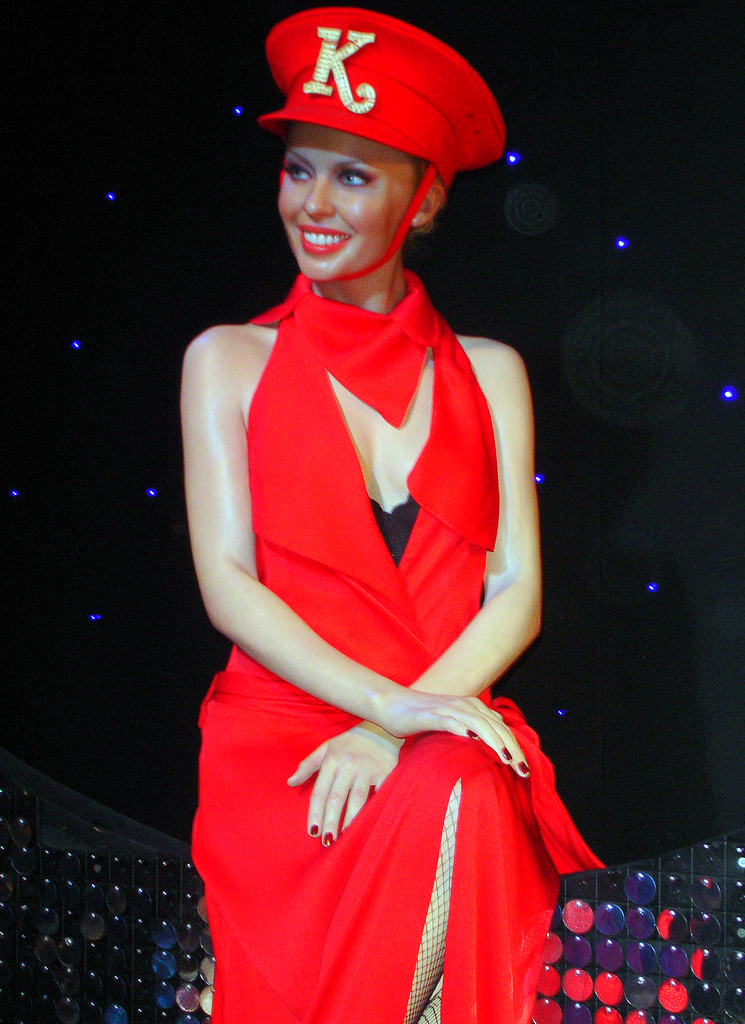
Kylie Minogue
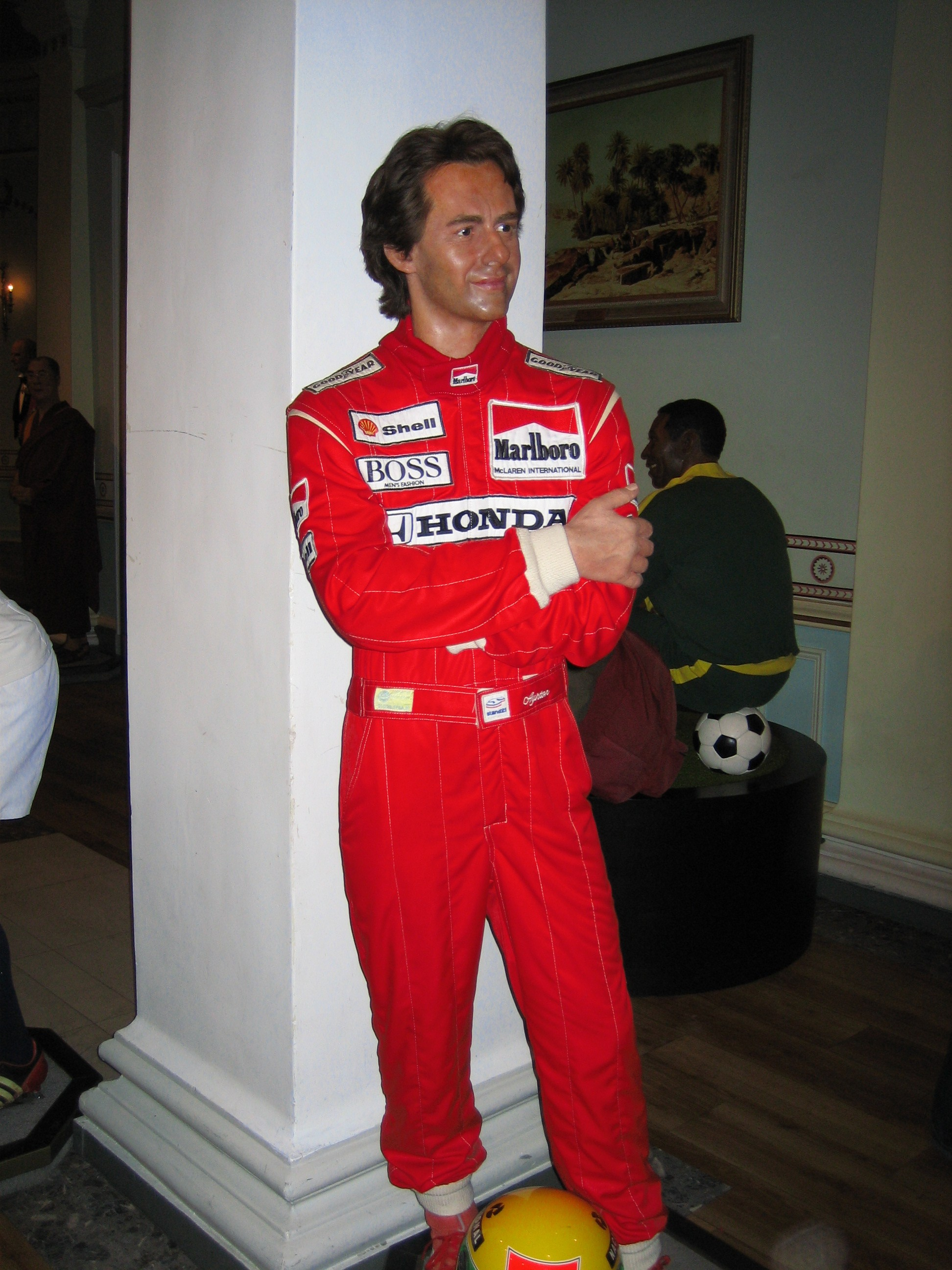
Ayrton Senna
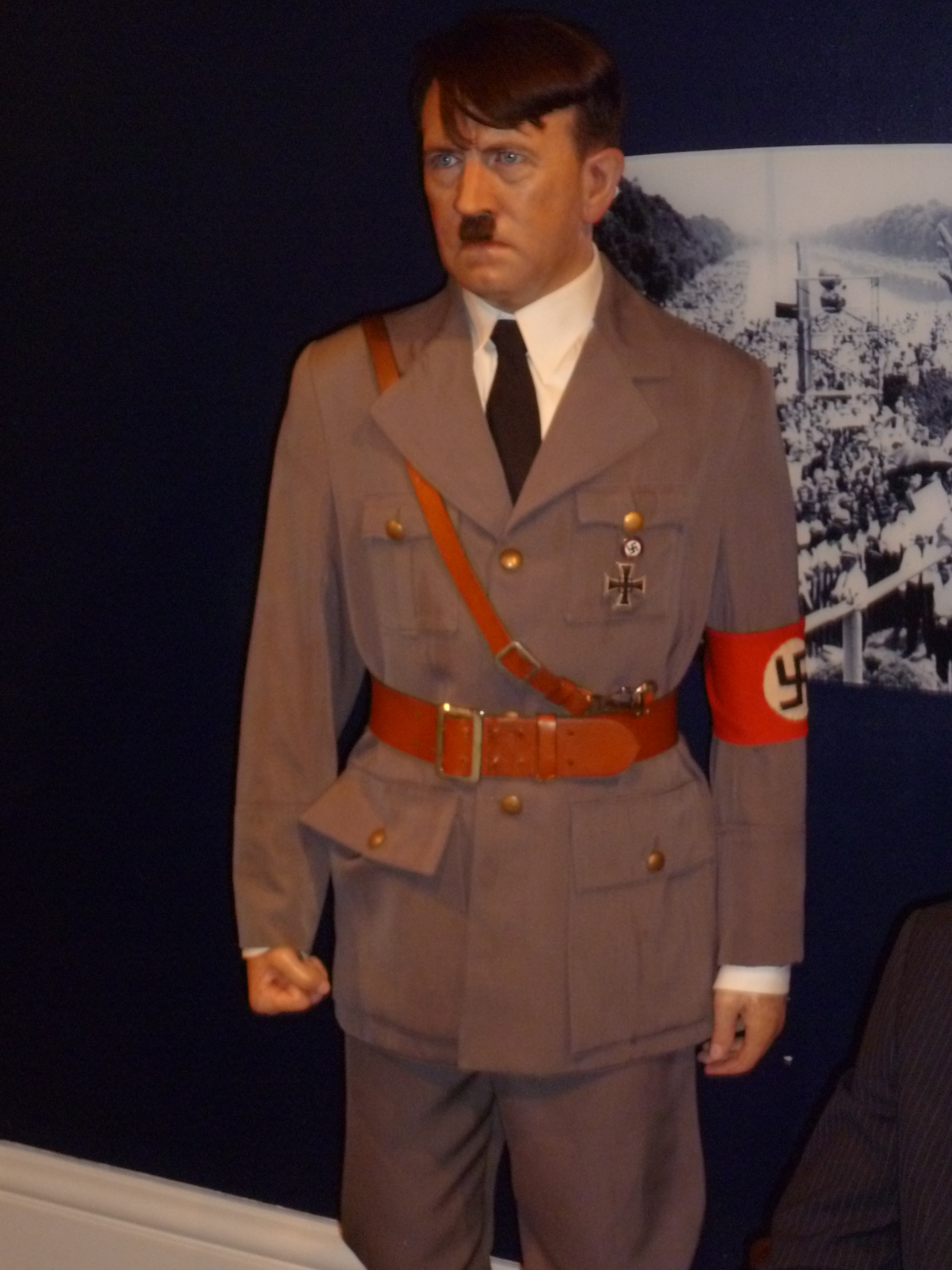
Adolf Hitler
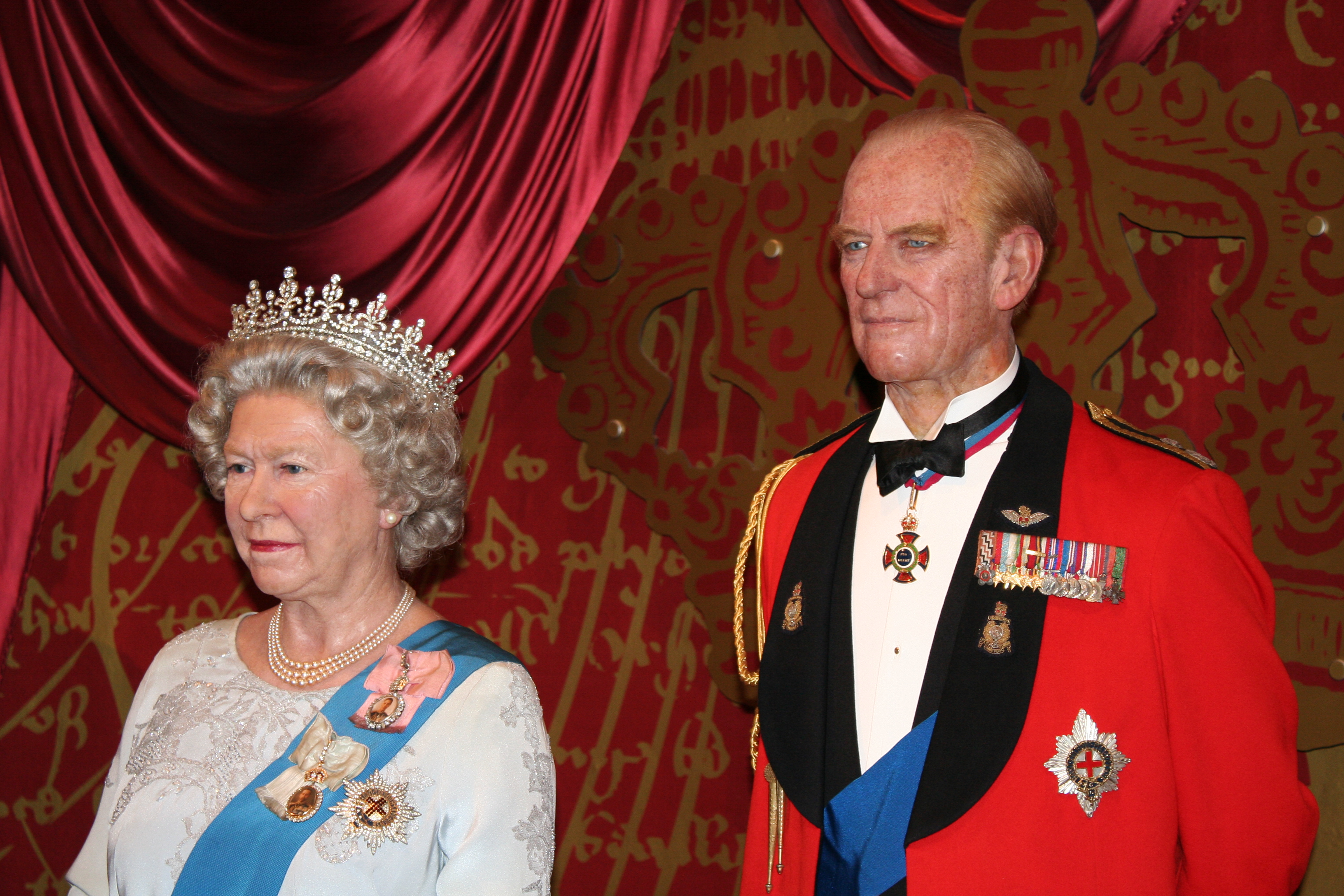
Elżbieta II i książę Filip
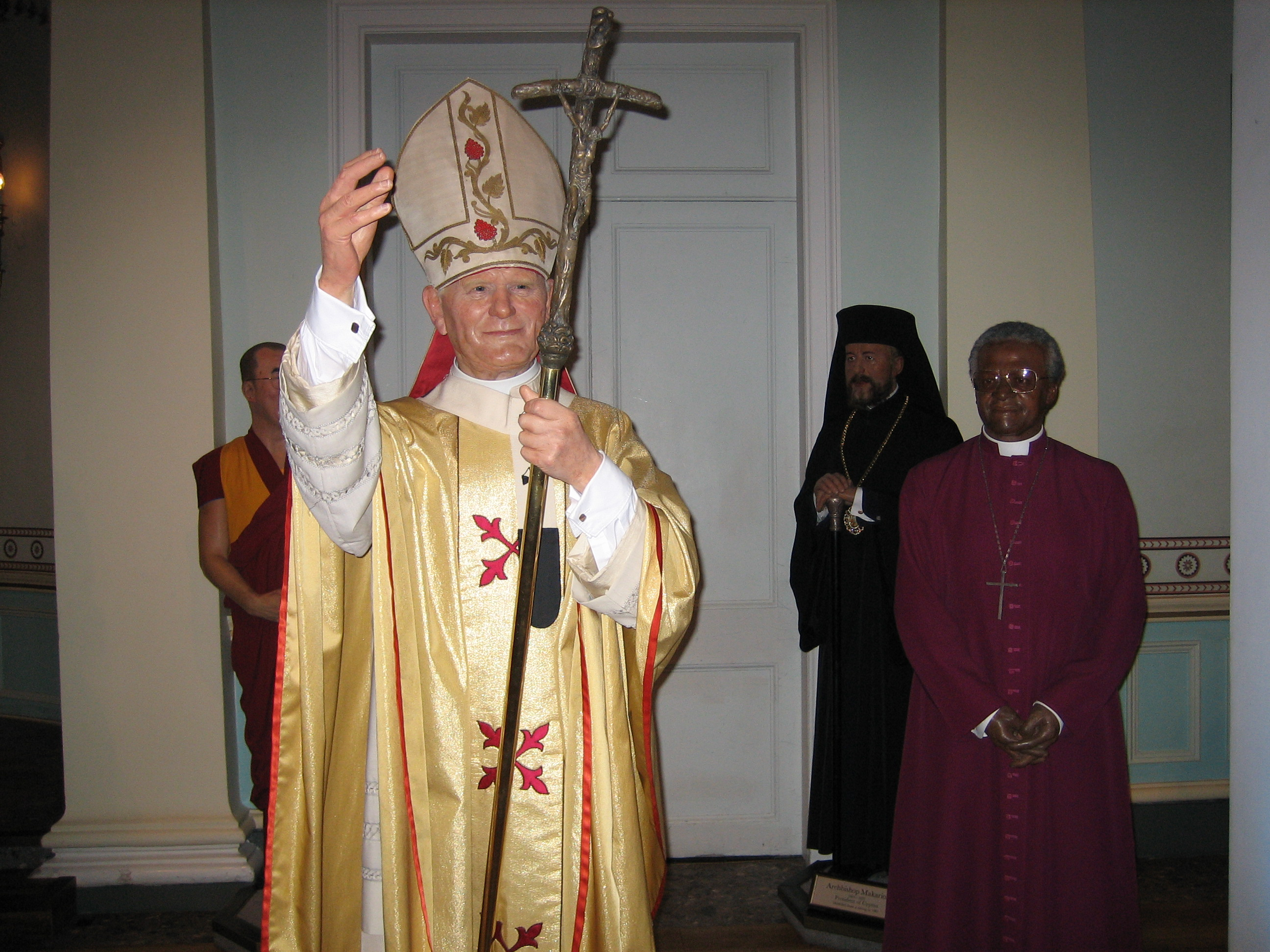
Jan Paweł II